# Amiens Sporting Club (féminines)
Maillots
La section féminine de l'Amiens Sporting Club, abrégée en Amiens SC, est un club de football féminin français fondé en 2012 et situé à Amiens.

## Historique
La section féminine du Club Sportif Amiens Montières Étouvie est fondée en 1997. L'équipe dispute la première fois un championnat lors de la saison 1998-1999, dans le championnat de District de l'Oise. La première place obtenue dans ce championnat permet alors à l'équipe d'accéder dès la saison suivante à la Division d'Honneur, premier niveau du championnat de Picardie. Le CS Amiens Montières Étouvie remporte cinq fois le titre de champion de Picardie de 2007 à 2011, et une fois la Coupe de Picardie en 2009. Le club accède pour la première fois à un championnat national en 2011 en disputant le championnat de France de Division 2. Les amiénoises terminent à la sixième place de leur groupe et se maintenant ainsi à ce niveau.
La saison suivante est marquée par le transfert de la section féminine du CS Amiens Montières Étouvie à l'Amiens SC au 1er juillet 2012. L'équipe prend alors le nom et les couleurs de l'ASC à partir de la saison 2012-2013, mais continue à jouer au stade du CS Amiens ME, le stade de Montières. À l'issue de la saison 2014-2015, l'Amiens SC termine à la 12e place de son groupe de D2 et est ainsi relégué en division régionale. Ce n'est qu'en 2019 que le club retrouve la deuxième division française.

## Bilan saison par saison
| Saison    | Championnat                  | Div. | Clas.   | Pts | J  | V  | N | D  | Bp | Bc | Diff | Coupe de France |
| --------- | ---------------------------- | ---- | ------- | --- | -- | -- | - | -- | -- | -- | ---- | --------------- |
| 2012-2013 | Division 2 (groupe A)        | 2    | 10 / 12 | 35  | 20 | 4  | 3 | 13 | 25 | 56 | -31  | 16e de finale   |
| 2013-2014 | Division 2 (groupe A)        | 2    | 5 / 12  | 57  | 22 | 10 | 5 | 7  | 46 | 40 | +6   | 32e de finale   |
| 2014-2015 | Division 2 (groupe A)        | 2    | 12 / 12 | 30  | 22 | 2  | 3 | 17 | 13 | 89 | -76  | 32e de finale   |
| 2015-2016 | Division d'Honneur           | 3    |         |     |    |    |   |    |    |    |      | 32e de finale   |
| 2016-2017 | Division d'Honneur           | 3    |         |     |    |    |   |    |    |    |      | phase régionale |
| 2017-2018 | Régional 1 (Hauts-de-France) | 3    |         |     |    |    |   |    |    |    |      | 1er tour        |
| 2018-2019 | Régional 1 (Hauts-de-France) | 3    | ? / ?   |     |    |    |   |    |    |    |      | 1er tour        |
| 2019-2020 | Division 2 (groupe B)        | 2    | 11 / 12 | 10  | 15 | 3  | 1 | 11 | 13 | 28 | -15  | 2e tour         |
| 2020-2021 | Régional 1 (Hauts-de-France) | 3    |         |     |    |    |   |    |    |    |      | ?               |
| 2021-2022 | Régional 1 (Hauts-de-France) | 3    |         |     |    |    |   |    |    |    |      | Phase régionale |
| 2022-2023 | Régional 1 (Hauts-de-France) | 3    |         |     |    |    |   |    |    |    |      | Phase régionale |
| 2023-2024 | Régional 1 (Hauts-de-France) | 4    |         |     |    |    |   |    |    |    |      | Phase régionale |
| 2024-2025 | Régional 1 (Hauts-de-France) | 4    |         |     |    |    |   |    |    |    |      | Phase régionale |

| Niveau I     | Division 1 (1974-1992), National 1A (1992-2002), Division 1 (depuis 2002) |
| Niveau II    | Division 2 (1982-1986), National 1B (1992-2002), Division 2 (depuis 2002) |
| Niveau III   | Division 3 (2002-2010 et depuis 2023)                                     |
| Niveau Ligue | Ligue régionale (depuis 1974)                                             |